# Уоли Масур
Уоли Масур (на английски: Wally Masur) е австралийски тенисист. 

## Биография
Уоли Масур е роден на 13 май 1963 г. в Саутхамптън, Хампшър, Англия, започва да играе тенис на осемгодишна възраст.

## Кариера
Уоли Масур става професионалист през 1982 г. Той е стипендиант на Австралийския институт по спорт.
През 1983 г. Масур печели първата си титла на сингъл от най-високо ниво в Хонконг Оупън и първата си титла на двойки в Тайпе. Той достига четвъртфинал на Откритото първенство на Австралия през същата година, но е победен от Джон Макенроу.
През 1987 г. Масур печели втората си титла на сингъл на Аустралиън Хард Корт Чемпиъншипс в Аделаида и достига до полуфиналите на Откритото първенство на Австралия, където губи от бъдещия шампион Стефан Едберг.
През 1988 г. Масур печели третата си титла на сингъл на Зала на славата Оупън в Нюпорт, Роуд Айлънд.
През 1990 г. Масур помага на отбира на Австралия за Купа Дейвис да достигне до финал, постига шест победи, от шест мача на сингъл в първия кръг, четвъртфиналите и полуфиналите. Въпреки това е оставен извън отбора за финала срещу САЩ, от капитана Нийл Фрейзър. Решението Масур да не участва във финала е доста противоречиво, но причината е защото финала се играе на клей кортове, което не е най-добрата настилка за Масур. Отборът на САЩ побеждава Австралия с 3-2 на финала.
1993 година е най-добрата в кариерата на Уоли Масур. Той стига до полуфинал на Откритото първенство на САЩ, като губи от Седрик Пиолин. Достига най-високо класиране в кариерата си, в световната ранглиста, номер 15 в на сингъл, и номер 8 на двойки. През същата година печели титли на двойки в Милано и Щутгарт, които се оказват последните от най-високо ниво в кариерата му.
Уоли Масур се оттегя от професионалния тур през 1995 г., след като печели три титли на сингъл и 16 на двойки.
През януари 2015 г. Масур е назначен за капитан на отбора на Австралия за Купа Дейвис, заменя Патрик Рафтър. Той е наследен от Лейтън Хюит през 2016 г.

## Кариерна статистика

### Финали на сингъл (3 титли; 11 финала)
|        | П–З | Година | Турнир                | Клас           | Настилка  | Опонент              | Резултат                |
| ------ | --- | ------ | --------------------- | -------------- | --------- | -------------------- | ----------------------- |
| Победа | 1–0 | 1983   | Хонконг Оупън         | Гран При       | Твърда    | Сами Джамалва младши | 6–1, 6–1                |
| Загуба | 1–1 | 1984   | Пасифик Къп           | Гран При       | Килим (з) | Брад Гилбърт         | 3–6, 3–6                |
| Загуба | 1–2 | 1985   | Окланд Оупън          | Гран При       | Твърда    | Крис Луис            | 7–5, 6–0, 2–6, 6–4      |
| Победа | 2–2 | 1987   | Аделаида Интернешънъл | Гран При       | Твърда    | Бил Сканлън          | 6–4, 7–6(7–2)           |
| Загуба | 2–3 | 1987   | Лориен Оупън          | Гран При       | Килим (з) | Пат Кеш              | 2–6, 3–6                |
| Загуба | 2–4 | 1988   | Аделаида Интернешънъл | Гран При       | Твърда    | Марк Удфорд          | 2–6, 4–6                |
| Победа | 3–4 | 1988   | Зала на славата Оупън | Гран При       | Трева     | Брад Дрюет           | 6–2, 6–1                |
| Загуба | 3–5 | 1990   | Ю Ес Индор            | Световни серии | Твърда    | Михаел Щих           | 7–6(7–5), 4–6, 6–7(1–7) |
| Загуба | 3–6 | 1991   | Хонконг Оупън         | Световни серии | Твърда    | Рихард Крайчек       | 2–6, 6–3, 3–6           |
| Загуба | 3–7 | 1993   | Росмален Чемпиъншипс  | Световни серии | Трева     | Арно Бьоч            | 6–3, 3–6, 3–6           |
| Загуба | 3–8 | 1993   | Манчестър Оупън       | Световни серии | Трева     | Джейсън Столтенберг  | 1–6, 3–6                |